# 弗朗索瓦·库普兰
弗朗索瓦·库普兰（法語：François Couperin，1668年11月10日—1733年9月12日），法国著名的音乐家族库普兰家族成员，作曲家路易·库普兰的侄子，巴洛克时期著名作曲家，也是最伟大的大鍵琴音乐家之一。他是库普兰家族诸位音乐家中最有盛名的，因此被称为“大库普兰”（le Grand Couperin），还有人将尊称他为“法国键盘音乐之父”。

## 生平
弗朗索瓦·库普兰1668年生于巴黎，父亲是在巴黎圣-热尔韦（Saint-Gervais）教堂担任管风琴师的夏尔·库普兰。他跟随父亲学习管风琴直到12岁时父亲去世。德拉兰德（Michel-Richard Delalande）继承了他父亲的位置。弗朗索瓦·库普兰跟随雅克·托梅兰学艺并开始代理德拉朗德演奏，18岁时教区行政团指定弗朗索瓦·库普兰继承父业，担任教堂管风琴师。1693年托梅兰去世，弗朗索瓦·库普兰接替他成为凡尔赛宫皇家教堂管风琴师，称“国王的管风琴师”（organiste du Roi）。次年成为王室成员的羽管键琴教师。1702年受封为“罗马骑士”并获得“拉特朗骑士勋章”，称“德·库普兰骑士”。1717年获得“国王室内乐团”羽管键琴师的职位（ordinaire de la musique de la chambre du Roi）。
弗朗索瓦·库普兰早婚，长女玛丽·玛德琳（Marie-Madeleine，1690年-1742年）加入了宗教团体，同时也是位业余的管风琴演奏者；次女玛格丽特·安托瓦内特（Marguerite-Antoinette，1705年-1778年）成为音乐家，1730年继承父位成为“国王室内乐团”羽管键琴师；還有一子弗朗索瓦·洛朗（François-Laurent）。1733年，弗朗索瓦·库普兰将巴黎圣-热尔韦教堂管风琴师的职位传给侄子尼古拉。同年9月12日，弗朗索瓦·库普兰在巴黎去世，葬于圣-欧斯塔什教区的圣约瑟教堂。

## 作品節選

### 羽管键琴音乐
共计234首。
- 第一部（Premier livre，1713年），第一至第五组曲
- 第二部（Deuxième livre，1716-17年），第六至第十二组曲
- 第三部（Troisième livre，1722年），第十三至十九组曲
- 第四部（Quatrième livre，1728年），第二十至二十七组曲
  - 另有八首前奏曲和一首阿勒曼舞曲与《羽管键琴演奏艺术》（L'Art de toucher le clavecin，1716年）一同发表

### 室内乐
- 三重奏鸣曲（sonates en trio，约1690年）
- 四重奏鸣曲：骄傲的女人（sonate en quatuor: La Superbe，约1695年）
- 国民（Les Nations，1726年）
- 帕那斯山，或科莱里颂（Le Parnasse ou l'apothéose de Corelli，1724年）
- 吕利颂（Concert en forme d'apothéose à la mémoire de l'incomparable M. de Lully，1724年）
- 御用音乐会曲（Concert royaux，1722年），第一至四组曲
- 新音乐会曲，或风尚汇聚（Nouveaux Concerts or les Goûts réunis，1724年），第五至十四组曲
- 两部维奥尔组曲（Pièces de violes，1728年）
- 12首世俗歌曲

### 宗教音乐
- 堂区弥撒（Messe pour la Paroisses）
- 修道院弥撒（Messe pour les Convents）
- 熄灯礼拜（Leçons de ténèbres，1714年）
- 34部经文歌、短诗曲、举扬圣体歌

## 评价
弗朗索瓦·库普兰的音乐经常被形容是“高贵的”，“温柔的”，“有教养的”，“诗一般的”，“华丽的”。他的拥护者（大多为贵族）把他看成是一颗经过琢磨的宝石。反对他的人（大多为平民）说他是矫情的，轻浮的，迎合人的，作品中频繁使用装饰音而显得不自然。